# Dunguswiru
Dunguswiru is een bestuurslaag in het regentschap Garut van de provincie West-Java, Indonesië. Dunguswiru telt 3312 inwoners (volkstelling 2010).